# Odunec
Odunec (en allemand : Wodonetz) est une commune du district de Třebíč, dans la région de Vysočina, en Tchéquie. Sa population s'élevait à 96 habitants en 2024.

## Géographie
Odunec se trouve à 3,6 km à l'ouest-nord-ouest du centre de Hrotovice, à 14 km au sud-sud-est de Třebíč, à 43,5 km au sud-est de Jihlava et à 157,5 km au sud-est de Prague.
La commune est limitée par Dolní Vilémovice et Valeč au nord, par Hrotovice à l'est, par Račice au sud, et par Zárubice à l'ouest.

## Histoire
La première mention écrite de la localité date de 1278.

## Transports
Par la route, Odunec se trouve à 4,5 km de Hrotovice, à 17 km de Třebíč, à 56 km de Jihlava et à 191 km de Prague.